# الكسندر راندال (سياسي)
الكسندر راندال (بالإنجليزية: Alexander Randall)‏ هو محامي وسياسي أمريكي، ولد في 3 يناير 1803 في الولايات المتحدة، وتوفي في 21 نوفمبر 1881 في الولايات المتحدة. حزبياً، نشط في حزب اليمين. وقد انتخب عضو مجلس النواب الأمريكي.